# William G. Most
William G. Most (ur. 13 sierpnia 1914 w Dubuque (Iowa), zm. 31 stycznia 1999 w Manassas (Wirginia)) – amerykański duchowny katolicki, teolog i językoznawca, autor podręcznika łaciny Latin by the Natural Method.

## Życiorys
Po wstępnych studiach w Loras Academy i Loras College oraz studiach teologicznych na The Catholic University of America został wyświęcony na księdza w 1940. The Catholic University of America przyznał mu stopień doktora filologii klasycznej w 1946. Był profesorem łaciny i greki w Loras College w Dubuque. Opracował metodę nauczania łaciny, polegającą na czytaniu specjalnie przygotowanych tekstów zamiast pamięciowego opanowywania tabel gramatycznych, i opublikował oparty na niej podręcznik Latin by the Natural Method.
Opublikował dwanaście książek oraz artykuły w licznych czasopismach, m.in. American Ecclesiastical Review, Catholic Biblical Quarterly, Classical Journal oraz Homiletic and Pastoral Review. Głównym tematem jego publikacji teologicznych było Niepokalane Serce Maryi. Jego książkę Mary in Our Life, wydaną po raz pierwszy w roku 1954, przetłumaczono ją na sześć języków. W wydanej w 1972 książce Vatican II: Marian Council ponownie przedstawił jej główne tezy wraz z ich rozwinięciem wprowadzonym przez Sobór watykański II.
Od 1994 roku do śmierci pracował w kilku katolickich serwisach internetowych jako ekspert odpowiadający na pytania użytkowników z dziedziny teologii. W ostatnich latach życia cierpiał na nowotwór krwi i w związku z tym nie mógł wykładać tak często jak wcześniej. Zmarł w Prince William Hospital w Manassas w stanie Wirginia.

## Latin by the Natural Method
Trzytomowy podręcznik Mosta odtwarza „metodę naturalną”, dzięki której dzieci poznają swój język ojczysty. Rewolucyjne w pedagogice łaciny jest wyjście od późnej łaciny (III–VI wiek n.e.), którą Most uważał za bardziej rozwiniętą od łaciny klasycznej, ponieważ potrafi przekazywać te same pojęcia za pomocą prostszej gramatyki. W miarę nauki uczniowie cofają się do łaciny epoki klasycznej.